# 蔣渭水
蔣渭水（1890年8月6日（有其他說法）—1931年8月5日），字雪谷，是出身臺灣宜蘭的醫師、社會運動者及民族自決運動者。他是臺灣文化協會及臺灣民眾黨共同創辦人及重要領導人物之一。他是臺灣日治時期反殖運動及自治運動代表性的人物之一。
他著有代表作短文《臨床講義》等；他在該文中以醫學診療表單形式，講述了當時臺灣社會如何遭受嚴重的「文化營養不良」。

## 早年
蔣渭水的先祖是漳州府龍溪縣的閩南裔移民，父親蔣鴻彰在宜蘭城隍廟以命相維生，所以蔣渭水自幼熟悉臺灣民間信仰，幼時曾做過乩童。蔣渭水有兄蔣來福、弟蔣渭川、妹蔣花，其弟長大後亦隨兄一同從政。
蔣渭水幼年時進入私塾，接受宿儒張鏡光的漢文教育，在漢文化的薰陶下，產生了對漢人的認同，對處於日本當局壓榨下的普羅大眾悲慘境遇充滿憐憫，並由此激發了民族主義思想。17歲就讀宜蘭公學校（今宜蘭縣宜蘭市中山國民小學）。

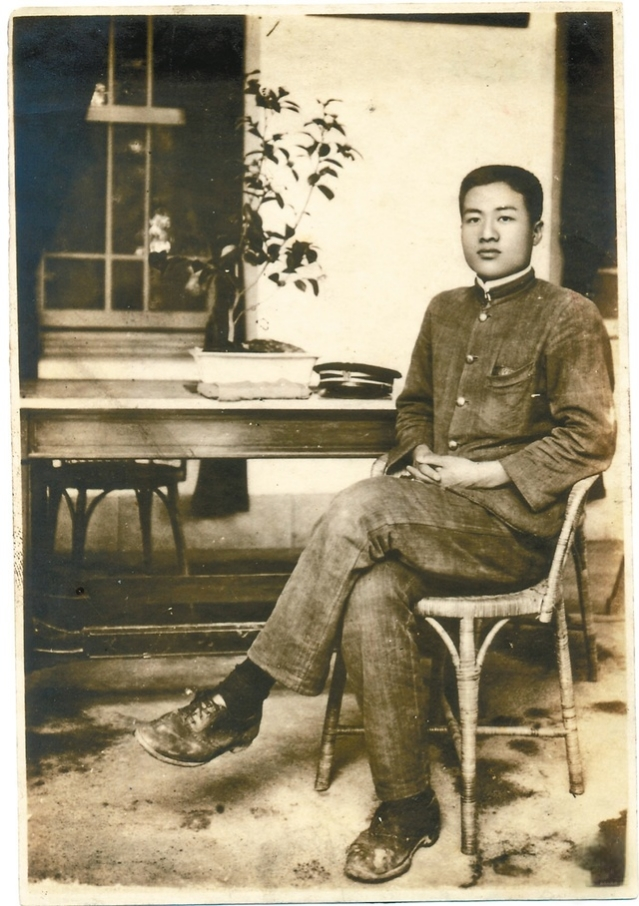
學生時期的蔣渭水

1910年，二十歲的蔣渭水考進臺灣總督府醫學校（今臺大醫學院前身）。在醫校時代，蔣渭水就從事充滿民族意識的反抗異族統治行為。辛亥革命爆發，蔣渭水認為“要救臺灣，非先從救祖國著手不可”，他發動臺灣民眾捐款，支持中國革命。

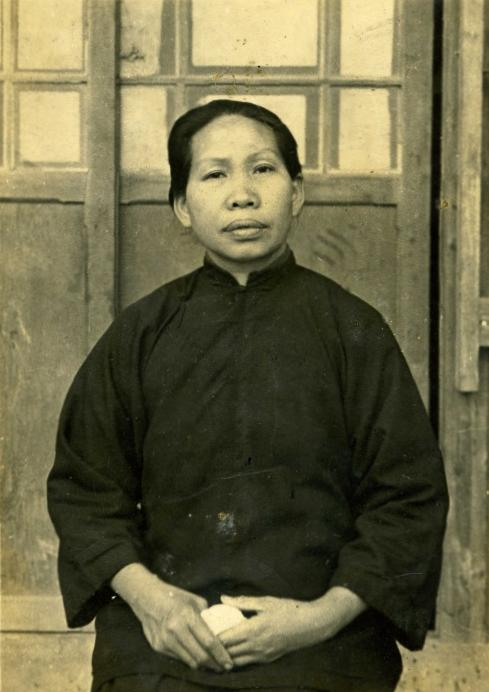
蔣渭水的元配：石有

1911年，蔣家安排他娶從小一起長大的童養媳石有，成親之後石有留在宜蘭老家，過著夫妻相隔兩地的生活。婚後生了四個兒子，分別是松輝、松銘、時欽、時英。而石有的哥哥石煥長、石進源、石秀源，後來也都是蔣渭水社會運動的重要幹部。兩家感情十分深厚。
1912年（大正元年），蔣渭水與蘇樵山、黃調清、林錦生、曾慶福、杜聰明、李根盛、翁俊明等人相繼加入中國同盟會臺灣分會。
1913年，蔣渭水與好友翁俊明、杜聰明，密謀以傷寒桿菌到北京刺殺袁世凱。1913年8月，孫中山二次革命失敗後赴日本，途經臺灣在梅屋敷休息之時，蔣渭水急切希望能晉見孫中山，因員警戒備森嚴，而未能如願，但他得到孫中山的回信和所贈送的開國紀念章。
1914年（大正3年）時鼓吹醫學院學生加入「臺灣同化會」。
1915年（大正4年），蔣渭水以該屆第二名的成績畢業後，分發至宜蘭醫院（現國立陽明交通大學附設醫院）實習一年。
1916年（大正5年），蔣渭水在臺北市大稻埕太平町（今延平北路）開設大安醫院。
1917年，蔣渭水取得宜蘭名酒「甘泉老紅酒」（今稱紅露酒）之代理權。

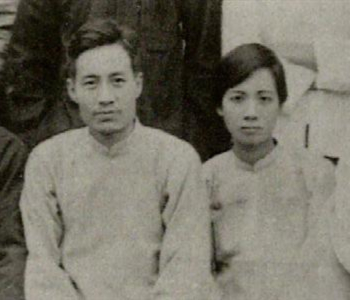
蔣渭水與陳甜

在成為醫生後，蔣渭水經常與友人前去酒樓，並於1919年在東薈芳認識藝妓陳甜且傾心不已；不久，陳甜嫁與蔣渭水為其側室，蔣氏將她名改作「精文」，又教導她識字和閱讀各種漢文及日文書籍。
1921年，蔣渭水在大稻埕開始經營春風得意樓（名列當時臺北市大稻埕四大酒家「江東春蓬」：與江山樓、東薈芳、蓬萊閣齊名），常邀醫師、學生與社會運動人士討論臺灣社會弊病與興革方法。

## 從政

### 臺灣文化協會

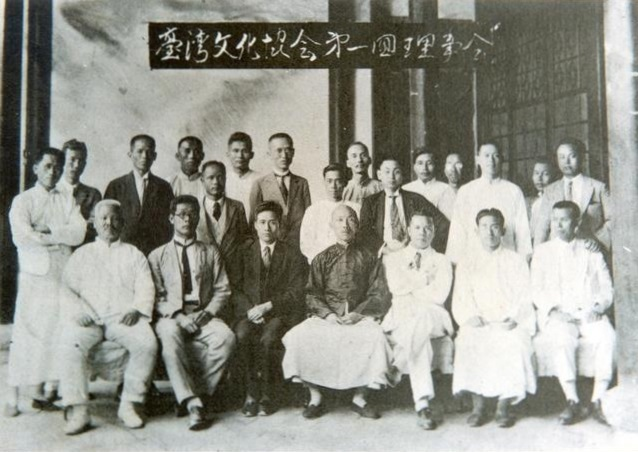
臺灣文化協會成立留影

1921年（大正十年）10月17日 下午一點起，於臺北市大稻埕靜修女子學校（今靜修女中）舉行創立大會，由蔣渭水報告創立經過：「有關本會組織，曾訪川崎警務局長，依主旨書說明本會的主旨，他詢問：『雖然說只計劃提高文化，但多數會員中，是否有跟政治運動有關連的人呢？』於是回答絕對不涉及如此行為之後，才求得該局長的諒解。」出席會議的人有1,031名，以醫師、地主、公學校畢業生、留學回國的學生為主，另外也有農民、工人、商人、律師、士紳等人參與。隨後通過林獻堂為總理，楊吉臣為協理，蔣渭水為專務理事，並選出理事41名，評議員44名，會議於下午三點十分結束。
「臺灣文化協會」除了展開一系列的民權啟蒙運動，也積極指導青年團體的成立，包括設立臺北青年讀書會，其會員有蔣渭水等五十人，而陳甜是唯一的女性。

### 請願

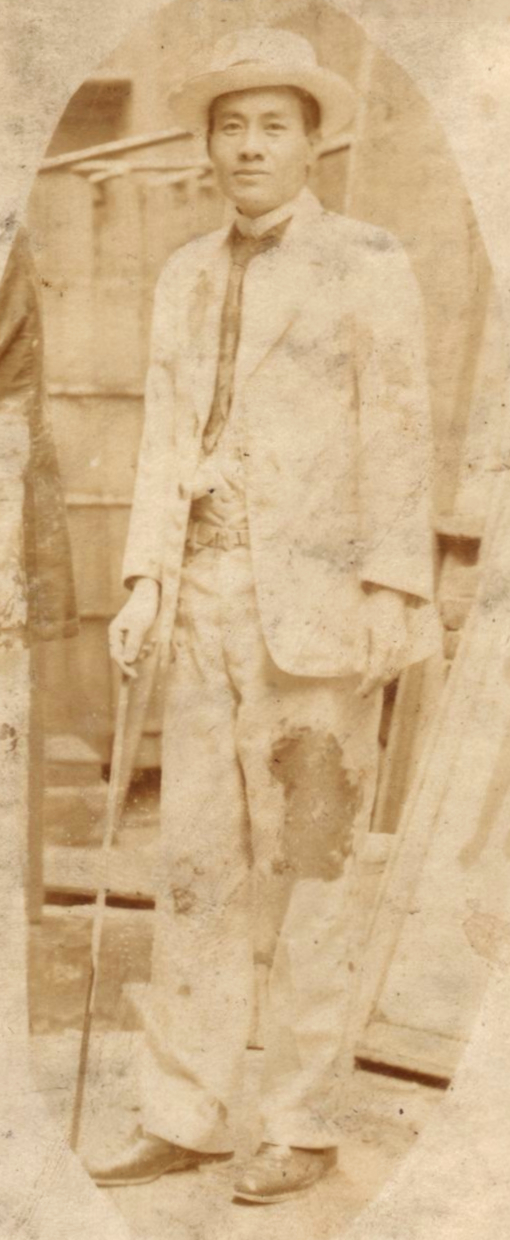
蔣渭水演講後遭政府當局唆使的民眾丟擲泥土，但蔣仍保持微笑

1921年起蔣渭水參與臺灣議會設置請願運動，並時常從日本進口《臺灣青年》雜誌給青年學子，以啟蒙自主意識；1921年（大正10年）蔣渭水結識霧峰林家的林獻堂，並與其他同志者成立臺灣文化協會，作為提倡民權之啟蒙運動組織，並發表文章《臨床講義》，從醫師角度針砭臺灣各種「疾病」。
1923年（大正12年）蔣渭水因治警事件遭判刑4個月，因為他以臺灣議會期成同盟會名義持旗向日本裕仁太子（後為昭和天皇）請願，為臺灣人因政治請願被拘禁的第一人。1925年他又因反抗總督政令被囚4個月，兩次入獄共監禁144天。
1926年（昭和元年）蔣渭水在大安醫院旁開設文化書局，販售當代先進思潮之書籍。
從此，蔣漸漸成為一個本土運動者，被總督府當局視為臺灣政治社會運動的「第一指導者」，認為他「煽動民族反感」，一生受拘捕、囚禁十餘次。

### 組黨
1927年（昭和2年）臺灣文化協會因左右派的路線之爭而分裂，之後蔣渭水成立臺灣民眾黨，出任中央常務委員兼財政部長。臺灣民眾黨爭取地方自治、提倡言論自由，是臺灣第一個現代化政黨。
成立政黨之後，蔣於1928年（昭和3年）籌組臺灣工友總聯盟，並任顧問，且與臺灣農民組合聯合進行階級鬥爭，但是蔣渭水行為受黨內右派批判。1930年林獻堂、蔡培火、葉榮鐘等人退黨，並籌組臺灣地方自治聯盟。
蔣渭水領導的臺灣民眾黨不止一次向國際聯盟控訴日本在臺灣販賣鴉片特許制與霧社事件，逼使日本政府採醫療措施，讓臺灣情況得到國際注意。蔣渭水深受孫文學說影響，孫文領導時期的國民黨聯俄容共、扶助工農等主張也影響臺灣民眾黨走向，在謝春木、蔣渭水等人主導之下往工運邁進，總體而言，蔣渭水領導民眾黨期間，路線有不斷左傾化的趨勢，所以在1931年（昭和6年）被臺灣總督府勒令解散。

總督府視蔣渭水為眼中釘，利用分化與孤立來對付他，平日有二名特務坐鎮文化書局監視，民眾黨解散後又增派四名特務；至大眾葬時，監視的規模更巨，派出多達八十名警吏。

## 逝世

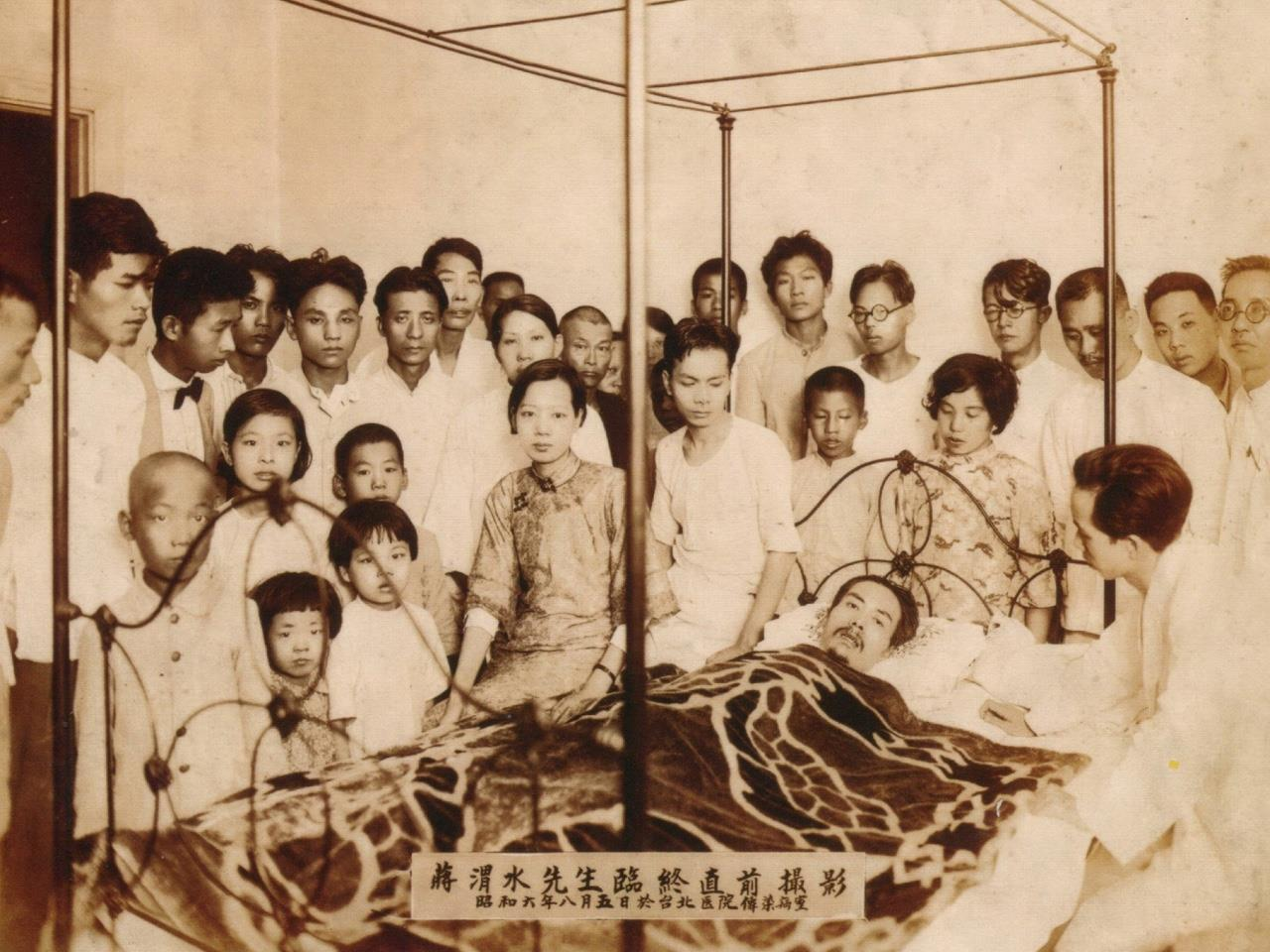
蔣渭水臨終前合照

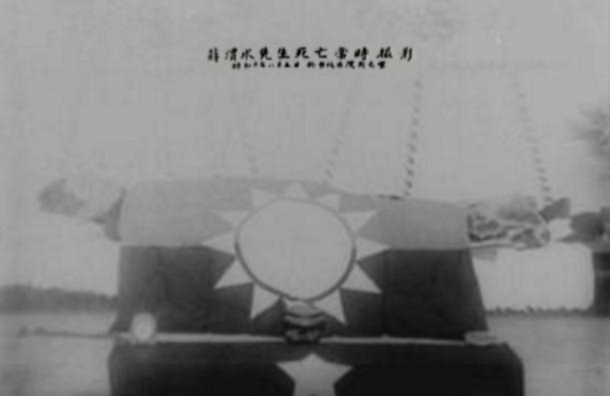
蔣渭水逝世後遺體覆蓋臺灣民眾黨第一代黨旗

1931年8月5日，蔣渭水因傷寒（臺語：腸仔熱，tn̂g-á-jia̍t/lia̍t）病逝臺北醫院，時年40歲。他臨終前立下遺囑：「臺灣革命社會運動，已進入第三期，無產階級的勝利迫在眉睫。凡我青年同志須極力奮鬥，而舊同志要加倍團結，積極的援助青年同志，期望為同胞解放而努力」。
他的革命戰友張晴川形容他逝世時「傷心身外一無餘，剩得蕭條數卷書，兒女遺孤猶在讀，親朋同志痛何如」，他留下弱妻與稚子，租來的房舍被追討，連家中唯一值錢的電話也被抵債，遺眷得靠同志捐贈的奠儀生活，不安定的生活使許多第一手資料散失。
蔣氏過世時，陳甜年32歲，矢志守貞，從此在臺北慈雲寺出家。陳甜於1986年病逝，享壽87歲。

### 安葬
1931年8月23日上午8點30分，在臺北永樂町通（今迪化街）永樂座舉行「故 蔣渭水先生之臺灣大眾葬儀」，場內中央有蔣渭水先生之遺像，二旁有「精神不死」、「遺訓猶在」、「大眾干城」、「解放鬥將」及以大眾為詞首的輓聯：
「大義受大名　生據大安作營陣　死埋大直　大夢誰先覺 ；眾民歸眾望　功憑眾志以成城　力排眾難　眾醉君獨醒」
五千餘人聞訊趕來參加大眾葬送別，並有從上海、金陵、廣州、廈門與日本的東京、京都各地來的弔慰電文二百餘件，10點30分移靈，以「故　蔣渭水先生之臺灣大眾葬儀」之大靈旂引導。移靈時天突降大雨，送葬群眾無人退避，靈旂之後有音樂隊、弔軸、輓聯、花環、靈車。有80名工友團青年在護衛靈車，又有80名青年整理隊伍。儀委員護靈4人一排而行，工友聯盟數百名手持白旂、民眾黨同志、工總、商總及一般會眾隨後，計有五千人，安葬於大直的大直山公墓。
1942年，臺灣被捲入太平洋戰爭，大直山公墓被徵為要塞，蔣渭水骨灰罈被迫遷移，安放在關渡慈航寺10年。
1952年，蔣渭水的舊同志陳其昌、白成枝印刊《蔣渭水遺集》，募款捐建，遷葬於臺北六張犁芳蘭山麓，蔣渭水先烈紀念塔上，鐫刻其遺囑，墓碑由當時副總統陳誠題字。
2015年10月17日，蔣渭水從臺北遷葬至故鄉宜蘭，臺北市、宜蘭縣政府及蔣渭水紀念基金會為此舉辦「上醫醫國，渭水歸根」系列紀念活動
，重現大眾葬，並將安葬處定名為「渭水之丘」。
蔣渭水一生有4項工作影響臺灣歷史：

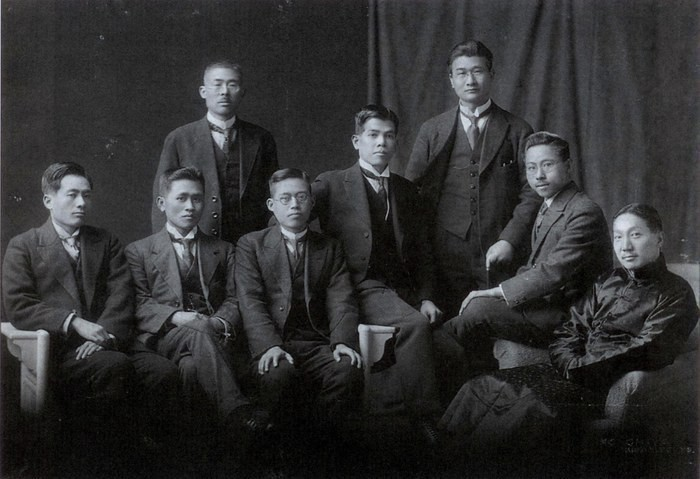
首份台灣人的報紙「台灣民報」在東京創立時合影，坐者左起蔣渭水、蔡培火、陳逢源、林呈祿、黃朝琴、蔡惠如，立者蔡式穀、黃呈聰

- 創立第一個全臺性的文化組織「臺灣文化協會」。
- 創立第一份臺灣人的報紙「《臺灣民報》」。
- 創立第一個現代意義的政黨「臺灣民眾黨」。
- 創立第一個全臺性的工會組織「臺灣工友總聯盟」。

其中，1921年10月17日成立的臺灣文化協會發軔最早，立會明列以「助長臺灣文化之發展為目的」。他一系列推展民眾文化提升之作為，包含發行文化會報、辦理文化義塾、舉辦文化講演團、設立文化書局、開辦各類知識講習會與夏季講習會等，不但成為1920年代臺灣啟蒙運動之濫觴，更是20世紀臺灣「本土文化」與「世界文明」接軌的先驅。
當時人稱「文化頭」，他卻自比為「文化鐘鼓手」與「文協機關手」，實可稱為啟蒙臺灣文化的「臺灣新文化運動之父」。蔣渭水曾留下名言：「同胞須團結，團結真有力！」藉此激勵臺灣人齊心努力，爭取自由。

### 著作
- 《蔣渭水全集》（上冊：ISBN 978-986-7359-21-6）、（下冊：ISBN 978-986-7359-22-3），後人收集其相關作品之集成。
- 《勞動節歌》，蔣渭水1929年創作。[14]

### 紀念

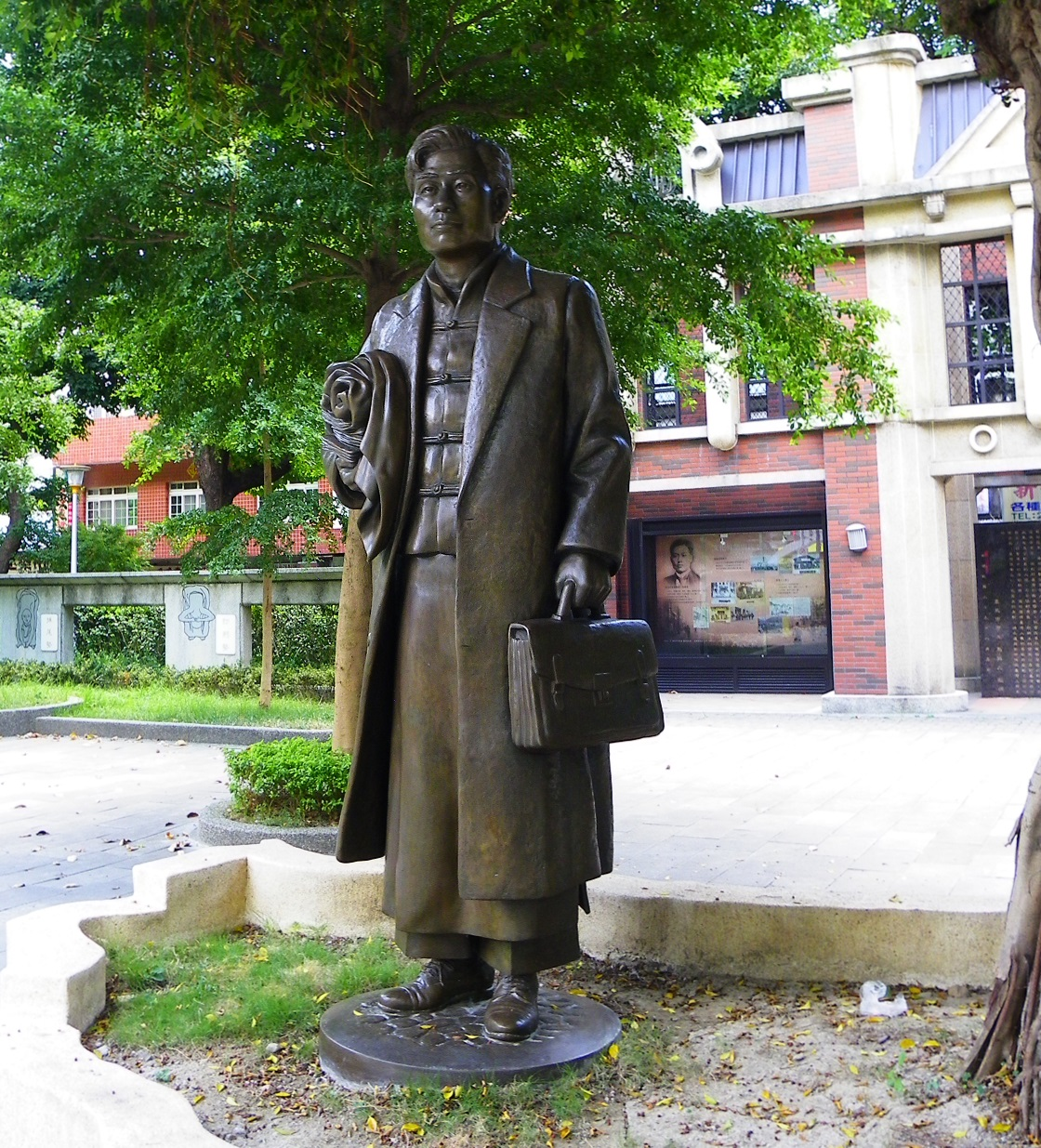
蔣渭水紀念公園的蔣渭水銅像，取材於1931年2月21日臺灣民眾黨解散後，與同志在黨部前的留影。

- 早年宜蘭市原有渭水路，後來有民眾反映以臺語發音較為不雅，宜蘭縣政府在2003年經地方性公投後整編改名為「中山路二段」，而宜蘭渭水路郵局仍保留該名[16]。
- 2006年6月16日，國道五號，即北宜高速公路，行政院命名為蔣渭水高速公路。
- 2007年12月，於雪山隧道東口頭城端，立蔣渭水紀念碑。
- 2006年，臺北市大同區錦西街錦西公園改名為蔣渭水紀念公園。
- 宜蘭縣史館前方設有雪谷紀念園區。
- 2010年8月5日起，中央銀行發行5,000萬枚面額10元的「蔣渭水先生紀念流通幣」，用以紀念其影響臺灣民主與文化運動。
- 2010年9月10～12日，臺灣「音樂時代劇場」於臺北市國家戲劇院發表以蔣渭水一生為藍本的音樂劇《渭水春風》。
- 2011年11月18～19日，《渭水春風》於臺中市圓滿戶外劇場演出。
- 2012年10月3日，CNEX「青春有為」紀錄片影展於當晚七點，於信義誠品舉行「總督府風暴-『臺灣第一反』蔣渭水」的世界首映典禮。[17]
- 2015年移靈至宜蘭「渭水之丘」。

### 評價
黃煌雄稱譽蔣渭水為「臺灣的孫中山」，葉榮鐘也表示：「革命家最大的必備條件，就是始終不渝的反抗精神，……蔣渭水先生在這一點，可以說是夠水準的領袖。」

## 備考
- 蔣渭水是臺灣日治時代和平抗日的代表之一[18]。
- 蔣渭水1921年成立文化協會，多次參加議會請願運動，成立臺灣文化協會，因治警事件入獄，在1927年成立臺灣有史以來第一個政黨臺灣民眾黨，組織臺灣工友會總聯盟等多項為臺灣人無條件的獻出。入獄後由熱心的民主運動者變成了一位革命鬥士，以「同胞須團結，團結真有力」的口號來解除內部的紛爭。
- 蔣渭水一生都在追求抗日，希望和國民黨協力推動中國革命運動，但由於支持革命者多同情社會主義，蔣渭水昔日民眾黨或抗日陣營的同志，甚至他自己的家人，多數在戰後遭國民黨政府殺害或迫害。包括：
  - 昔日抗日同志廖進平、楊元丁、黃賜、阮朝日等，都在二二八事件中遭國民黨政府殺害[19]。
  - 蔣渭水三子蔣時欽，於228事件中遭通緝，亡命天涯。後在香港從事中共地下黨活動，最後與妻子傅莉莉在北京中央人民廣播電台工作。[20]
  - 五〇年代白色恐怖時代，蔣渭水的女兒（養女）蔣碧玉與女婿鍾浩東（時任基隆中學校長）夫婦，為了推翻國民黨政權，而參與中國共產黨活动，遭國民黨政府逮捕。后鍾浩東被槍決，蔣碧玉被判感訓。蔣碧玉在面對國民黨特務訊問時曾說:「我們能為偉大的祖國、偉大的黨在台灣流第一滴血，我們將光榮地死去！」，此話後更留於北京無名英雄廣場。[21][22][23][24]。

- 胞弟蔣渭川在二二八事件期間，自稱「警察隊員」之武裝分子五名，在詢問蔣渭川姓名後大喊「你對長官說什麼置換處長！」將蔣渭川拖出來，作勢要槍斃；結果蔣渭川本人成功脫身；[25]其女蔣巧雲（即蔣渭水的姪女）卻當場慘死，兒子松平（即蔣渭水的姪子）則重傷。此後一年渭川逃逸，直到丘念臺向政府作保，渭川方出。[26][27][25][28]一般著作往往認定闖入蔣渭川宅之武裝分子乃警察機關或陳儀派之，但蔣渭川自己卻認為要殺自己的人可能有三種來源：[25]
  - 誤會自己要與長官（陳儀）共謀騙民眾
  - 因「處長置換成本省人」一事，對自己有誤會
  - 外省人尋仇報復

## 影視描繪

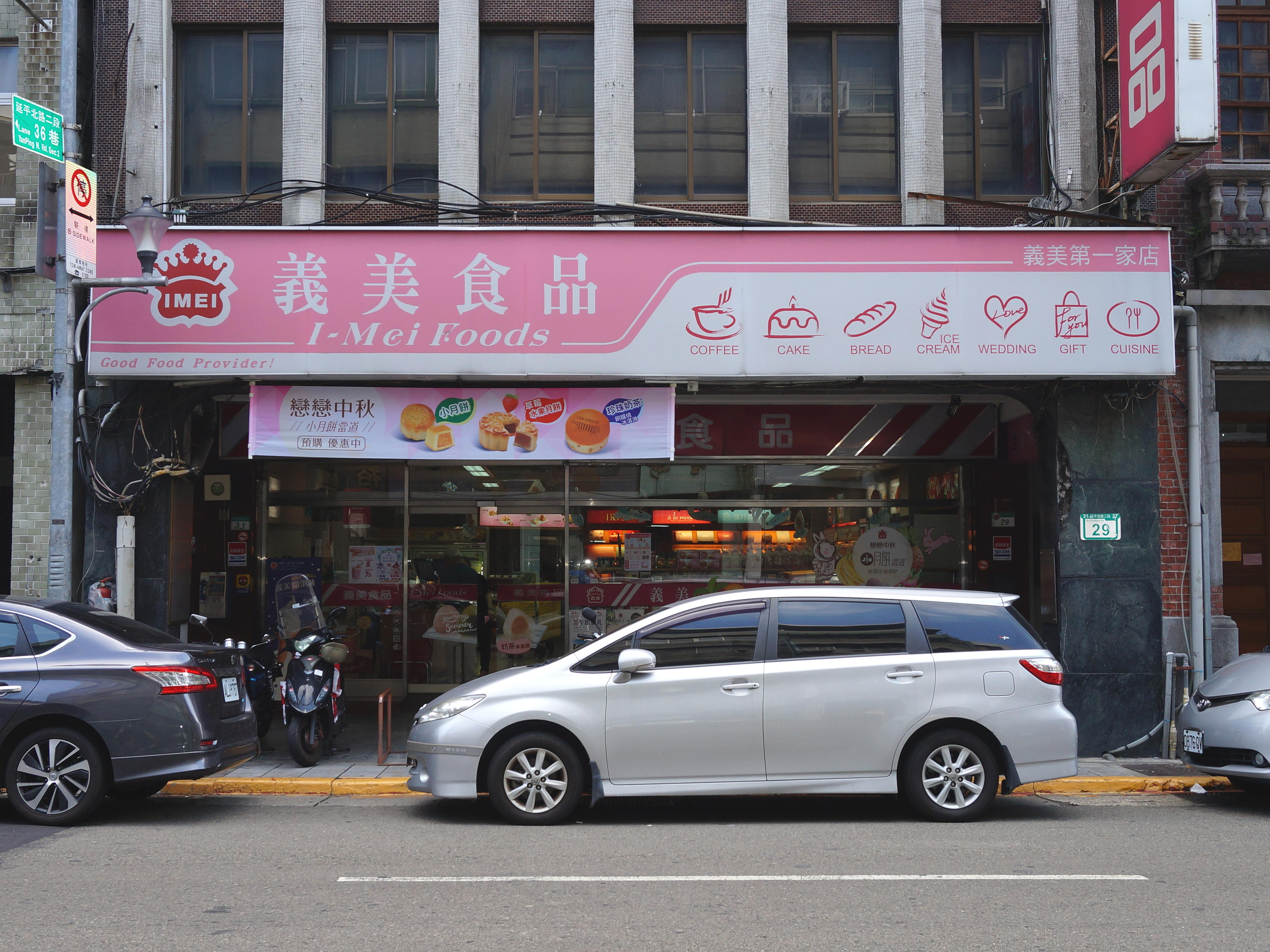
位於臺北市大同區延平北路二段31號的義美食品延平門市，原址為蔣渭水創辦的大安醫院。

- 2005年 電視劇《浪淘沙》，由吳皓昇飾演。
- 2014年 電影《大稻埕》，由李李仁飾演。
- 2014年 電視劇《春梅》，由殷正洋飾演。
- 2016年 電視劇《紫色大稻埕》，由莊凱勛飾演。

### 書籍
- 黃煌雄. . 時報出版. 2006-03-23. ISBN 9571344478 （中文（臺灣））.

## 外部連結
- 財團法人蔣渭水文化基金會 （页面存档备份，存于）
- 蔣渭水文化基金會的Facebook專頁
- 臺灣孫中山-蔣渭水 （页面存档备份，存于）
- 大時代與蔣渭水
- 音樂劇《渭水春風》官方網站
- 文化部文化資產局—蔣渭水墓園 （页面存档备份，存于）